# Gualtiero Bassetti
Gualtiero Bassetti (Marradi, 1942. április 7. –) római katolikus pap, a Perugia-Città della Pieve-i főegyházmegye nyugalmazott érseke, bíboros.

## Élete
1966. június 29-én szentelték pappá Firenzében. 1972-től a Firenzei szeminárium rektora volt, majd 1983-ban kinevezték a Firenzei főegyházmegye általános helynökévé.

### Püspöki pályafutása
1994. július 9-én kinevezték a Massa Marittima-Piombinói egyházmegye püspökévé, majd szeptember 8-án felszentelték. 1998. november 21-én áthelyezték az Arezzo-Cortona-Sansepolcrói egyházmegye püspöki székébe. 2001-ben II. János Pál pápa kinevezte az olasz szemináriumok küldöttjévé, amit XVI. Benedek pápa 2006-ban meghosszabbított újabb 5 évre. 2009. július 16-án a pápa kievezte a a Perugia-Città della Pieve-i főegyházmegye érsekévé. 2009. novemberétől 2014. novemberéig az Olasz Katolikus Püspöki Konferencia alelnöke volt, 2017-től pedig a testület elnöke. Ferenc pápa a 2014. február 22-i konzisztóriumon bíborossá kreálta.